# شاهزاده ایمهه
شاهزاده ایمهه (به کره‌ای: 임해군)، رینکایکون پسر ارشد و نامشروع چهاردهمین پادشاه از سلسله پادشاهی چوسون، سئونجو (حکومت ۱۵۶۷ تا ۱۶۰۸) و برادر گوانگ‌هیگون پانزدهمین پادشاه از این سلسله بود.
بسیار تندخو بود و با وجودی که پسر ارشد پادشاه سئونجو بود برای جانشینی شایسته تشخیص داده نشد. در تهاجم ژاپن به کره (۱۵۹۸–۱۵۹۲) به دستور پادشاه به استان هامگیونگ اعزام شد اما همراه با برادر کوچکترش شاهزاده سونوا توسط نیروهای شورش کره ای دستگیر و به فرمانده ژاپنی کاتو کیوماسا تحویل داده شد. پس از بستن قرارداد صلح بین ژاپن و کره آزاد شد. در سال ۱۶۰۹ توسط برادرش گوانگ‌هیگون اعدام شد.